# Azzaba (Algeria)
Azzaba è un comune dell'Algeria, situato nella provincia di Skikda.